# Rock Your Baby
Rock Your Baby är en tidig discolåt, komponerad av Harry Wayne Casey och Richard Finch från KC and the Sunshine Band. Låten utgavs som sångaren George McCraes debutsingel 1974, och döpte också hans debutalbum. Inspelningen producerades även av låtskrivarna Casey och Finch. Likaså spelar Casey keyboards på inspelnigen av Finch bas. En annan medlem i The Sunshine Band, Jerome Smith spelar gitarr på inspelningen.
Rock Your Baby blev en riktigt stor internationell hit och nådde förstaplatsen på många singellistor i västvärlden. Takten till låten ska ha inspirerat Abba när de spelade in "Dancing Queen".

## Listplaceringar
| Lista (1974-1975) | Position              |
| ----------------- | --------------------- |
| Belgien           | 1                     |
| Danmark           | 2 (DR "Top 30")       |
| Finland           | 2                     |
| Frankrike         | 1                     |
| Irland            | 3                     |
| Kanada            | 1 (RPM)               |
| Nederländerna     | 1                     |
| Norge             | 1 (VG-lista)          |
| Nya Zeeland       | 13 (NZ Listner)       |
| Schweiz           | 1                     |
| Spanien           | 1                     |
| Storbritannien    | 1                     |
| Sverige           | 3* (Kvällstoppen)     |
| Sydafrika         | 2 (Springbook Radio)  |
| USA               | 1 (Billboard Hot 100) |
| Västtyskland      | 1                     |
| Österrike         | 1                     |